# Китович, Енджей
Е́нджей Кито́вич (пол. Jędrzej Kitowicz; р. осенью 1727 или 1728 — 3 апреля 1804) — польский историк и мемуарист.
Провёл часть жизни в лагерях барских конфедератов. В 1771 поступил в духовную семинарию в Варшаве. Около 1777 стал ксёндзом. Остаток жизни провёл настоятелем прихода (не позднее 1781) в Жечице (пол. Rzeczyca).
Как человек много видевший и любивший записывать свои впечатления, Китович стал одним из лучших наблюдателей своей эпохи, которую живо описал в своих письмах и мемуарах. Его незаконченные сочинения, писавшиеся, по-видимому, на основе деланных ранее заметок, служат ценным источником для историков XVIII века. Первое «Opis obyczajów i zwyczajów za panowania Augusta III» (Познань, 1841; Петербург, 1855) описывает обычаи в правление короля Августа III, второе — «Pamiętniki do panowania Stanisława Poniatowskiego» (Познань, 1845).